# コンスタンチノ・ドラード
コンスタンチノ・ドラード（Constantino Dourado、1567年ごろ - 1620年）は、天正遣欧少年使節に随行した日本人。日本名は不明。肥前国高来郡伊佐早（現在の長崎県諫早市）出身。「コンスタンティノ・ドーラード」とも表記する。

## 略歴
天正遣欧少年使節に随行し、ジョルジュ・デ・ロヨラらと共に印刷技術を学んだ。インドのゴアでは『原マルティノの演説』、マカオでは『日本使節見聞対話録』を発行し、1590年、グーテンベルク式活版印刷機を持って帰国した。
また、帰国後はアレッサンドロ・ヴァリニャーノの秘書を務めたが、江戸時代の禁教令によりマカオへ退去した。マラッカで司祭に叙階され、1618年にはマカオのセミナリヨの院長となり、2年後、その地で死去した。

## 関連書物
- 「活版印刷人ドラードの生涯―リスボン→長崎 天正遣欧使節の活版印刷」、青山敦夫著、印刷学会出版部、2001年：ISBN 4-87085-170-9